# Coupe intercontinentale 1962
La Coupe intercontinentale 1962 est la troisième édition de la Coupe intercontinentale de football. Elle oppose lors d'un match aller-retour le club portugais du Benfica Lisbonne, vainqueur de la Coupe des clubs champions européens 1961-1962, au club brésilien du Santos FC, vainqueur de la Copa Libertadores 1962. Il s'agit de la première apparition du Santos FC dans cette compétition tandis que le Benfica Lisbonne en est à sa deuxième participation consécutive.
Le vainqueur est décidé selon le barème suivant : deux points pour une victoire, un point pour un match nul et zéro point pour une défaite. En cas d'égalité, un match d'appui est joué.
Le match aller se déroule au Maracanã de Rio de Janeiro, le 19 septembre 1962 devant 90 000 spectateurs et est arbitré par le Paraguayen Rubén Cabrera. Les Brésiliens s'imposent 3-2. Le match retour se déroule à l'Estádio da Luz de Lisbonne, le 11 octobre 1962 devant 70 000 spectateurs. La rencontre arbitrée par le Français Pierre Schwinte est remportée par Santos sur le score de 5-2. Le club de Rio remporte ainsi sa première coupe intercontinentale. En 2017, le Conseil de la FIFA a reconnu avec document officiel (de jure) tous les champions de la Coupe intercontinentale avec le titre officiel de clubs de football champions du monde, c'est-à-dire avec le titre de champions du monde FIFA, initialement attribué uniquement aux gagnants de la Coupe du monde des clubs FIFA.

## Feuilles de matchs

Alignement des deux équipes.

| Match aller       | Santos FC                   | 3 - 2   | Benfica Lisbonne | Maracanã, Rio de Janeiro                       |                                                |
| 19 septembre 1962 | Pelé 31e 85e · Coutinho 64e | (1 – 0) | 58e 87e Santana  | Spectateurs : 90 000 Arbitrage : Rubén Cabrera | Spectateurs : 90 000 Arbitrage : Rubén Cabrera |
| 19 septembre 1962 | (Rapport)                   |         |                  | Spectateurs : 90 000 Arbitrage : Rubén Cabrera | Spectateurs : 90 000 Arbitrage : Rubén Cabrera |

| Santos | Benfica |

| Santos FC :  |    |             |
|              |    |             |
| G            | 1  | Gilmar      |
| D            | 4  | Lima        |
| D            | 2  | Mauro       |
| D            | 6  | Calvet (en) |
| D            | 3  | Dalmo (en)  |
| M            | 5  | Zito        |
| M            | 8  | Mengálvio   |
| A            | 7  | Dorval (en) |
| A            | 9  | Coutinho    |
| A            | 10 | Pelé        |
| A            | 11 | Pepe        |
| Entraîneur : |    |             |
| Lula         |    |             |

| Benfica Lisbonne : |    |                    |
|                    |    |                    |
| G                  | 1  | José Rita          |
| D                  | 2  | Ângelo Martins     |
| D                  | 3  | Raul Machado       |
| D                  | 4  | Domiciano Cavém    |
| D                  | 5  | Fernando Cruz      |
| M                  | 6  | Humberto Fernandes |
| A                  | 10 | Mário Coluna       |
| A                  | 7  | José Augusto       |
| A                  | 8  | Joaquim Santana    |
| A                  | 9  | Eusébio            |
| A                  | 11 | António Simões     |
| Entraîneur :       |    |                    |
| Fernando Riera     |    |                    |

| Match retour    | Benfica Lisbonne          | 2 - 5   | Santos FC                                  | Estádio da Luz, Lisbonne                         |                                                  |
| 11 octobre 1962 | Eusébio 86e · Santana 89e | (0 – 2) | 15e 25e 64e Pelé · 48e Coutinho · 77e Pepe | Spectateurs : 70 000 Arbitrage : Pierre Schwinte | Spectateurs : 70 000 Arbitrage : Pierre Schwinte |
| 11 octobre 1962 | (Rapport)                 |         |                                            | Spectateurs : 70 000 Arbitrage : Pierre Schwinte | Spectateurs : 70 000 Arbitrage : Pierre Schwinte |

| Benfica | Santos |

| Benfica Lisbonne : |    |                    |
|                    |    |                    |
| G                  | 1  | Costa Pereira      |
| D                  | 2  | Jacinto Santos     |
| D                  | 3  | Raul Machado       |
| D                  | 4  | Domiciano Cavém    |
| D                  | 5  | Fernando Cruz      |
| M                  | 6  | Humberto Fernandes |
| A                  | 10 | Mário Coluna       |
| A                  | 7  | José Augusto       |
| A                  | 8  | Joaquim Santana    |
| A                  | 9  | Eusébio            |
| A                  | 11 | António Simões     |
| Entraîneur :       |    |                    |
| Fernando Riera     |    |                    |

| Santos FC : |    |             |
|             |    |             |
| G           | 1  | Gilmar      |
| D           | 4  | Olavo (en)  |
| D           | 2  | Mauro       |
| D           | 6  | Calvet (en) |
| D           | 3  | Dalmo (en)  |
| M           | 5  | Zito        |
| M           | 8  | Lima        |
| A           | 7  | Dorval (en) |
| A           | 9  | Coutinho    |
| A           | 10 | Pelé        |
| A           | 11 | Pepe        |
| Entraîneur  |    |             |
| Lula        |    |             |